# Hexanal
L'hexanal (ou hexanaldéhyde) est un composé organique de la famille des aldéhydes, de formule brute C6H12O, isomère de l'hexanone, utilisé dans l'industrie du parfum et des arômes. Il peut être utilisé dans des réactions de Wittig et des aldolisations. 

## Description du parfum
Vert, gras, feuillu, végétal, herbacé, note de fruit vert (agrumes/pomme), nuance boisée, note finale fraiche et persistante. En parfumerie apporte une tonalité verte et fraiche indifférenciée dans la note de tête, s'utilise aussi pour aromatiser le beurre, des alcools, des préparations de fruits et de légumes.